# Лекоте, Отукиле
Отукиле Лекоте (англ. Otukile Lekote; род. 19 октября 1978) — ботсванский легкоатлет, специалист по бегу на средние дистанции. Выступал за сборную Ботсваны по лёгкой атлетике в период 2001—2003 годов, бронзовый призёр летней Универсиады в Пекине, рекордсмен страны, участник двух чемпионатов мира и других крупных соревнований международного значения.

## Биография
Отукиле Лекоте родился 19 октября 1978 года.
Учился в США, штат Южная Каролина. В начале 2000-х годов неоднократно принимал участие в различных студенческих соревнованиях по лёгкой атлетике, в частности в беге на 800 метров дважды выигрывал чемпионат первого дивизиона Национальной ассоциации студенческого спорта на открытом стадионе и один раз был лучшим на аналогичном старте в помещении. На соревнованиях в американском Фейетвилле установил национальный рекорд Ботсваны на восьмисотметровой дистанции в помещении, показав результат 1:46,13 — данный рекорд до настоящего времени никем не побит.
Первого серьёзного успеха на международном уровне Лекоте добился в 2001 году, когда вошёл в основной состав ботсванской национальной сборной и побывал на летней Универсиаде в Пекине, откуда привёз награду бронзового достоинства, выигранную в беге на 800 метров — уступил здесь только марокканцу Халиду Тигазуину и американцу Деррику Питерсону. Также в этом сезоне выступил на чемпионате мира в Эдмонтоне, стартовал в беге на 800 метров и в эстафете 4 × 400 метров, однако ни в одной из этих дисциплин не смог пройти дальше предварительных квалификационных этапов.
В 2002 году отметился выступлением на Играх Содружества в Манчестере, где стал четвёртым в беге на 800 метров и закрыл десятку сильнейших в эстафете 4 × 400 метров. На чемпионате Африки в Радесе на восьмисотметровой дистанции в финал не вышел.
Принимал участие в чемпионате мира 2003 года в Париже, в беге на 800 метров показал результат 1:48,33 и не вышел с ним в финальную стадию соревнований.